# The Curse of Eve
The Curse of Eve er en amerikansk stumfilm fra 1917 af Frank Beal.

## Medvirkende
- Enid Markey som Eva Stanley.
- Edward Coxen som John Gilbert.
- Jack Standing som Leo Spencer.
- Eugenie Besserer
- William Quinn som Dr. Burton.